# Дозволь нам бути веселими
«Дозволь нам бути веселими» (англ. Let Us Be Gay) — американська комедійна драма режисера Роберта З. Леонарда 1930 року.

## У ролях
- Норма Ширер — Кітті Браун
- Род Ла Рок — Боб Браун
- Марі Дресслер — місіс Бойккіколт
- Гілберт Емері — Таунлі
- Гедда Гоппер — Медж Лівінгстон
- Реймонд Гекетт — Брюс
- Селлі Ейлерс — Діана
- Тайрел Девіс — Воллес
- Вілфред Ной — Вітман
- Сібіл Гроув — Перкінс